# David Sime
David William „Dave” Sime (ur. 25 lipca 1936 w Paterson w stanie New Jersey, zm. 12 stycznia 2016 w Miami na Florydzie) – amerykański lekkoatleta, sprinter, srebrny medalista olimpijski z Rzymu z 1960.
Sime nie mógł pojechać na igrzyska olimpijskie w 1956 w Melbourne z powodu kontuzji. Na następnych igrzyskach olimpijskich w 1960 w Rzymie zdobył srebrny medal w biegu na 100 metrów, przegrywając z Niemcem Arminem Harym. Biegł także na ostatniej zmianie sztafety 4 × 100 metrów, która w finale zwyciężyła w czasie lepszym od rekordu świata, ale została zdyskwalifikowana za przekroczenie strefy zmian (razem z nim w sztafecie biegli Frank Budd, Ray Norton i Stone Johnson).
Sime trzykrotnie wyrównał rekord świata na 100 jardów wynikiem 9,3 s, a także ustanowił rekordy świata na 220 jardów po płaskim torze (20,1 s i 20,0 s) oraz wyrównał rekord świata na 220 jardów przez płotki (22,2 s). Nigdy nie zdobył mistrzostwa USA, ale w 1957 zajął 2. miejsce w biegu na 100 jardów.
Po ukończeniu studiów medycznych praktykował jako okulista.